# Cour d'appel de l'Alberta
La Cour d'appel de l'Alberta est le plus haut tribunal provincial de la province de l'Alberta au Canada.